# Toka

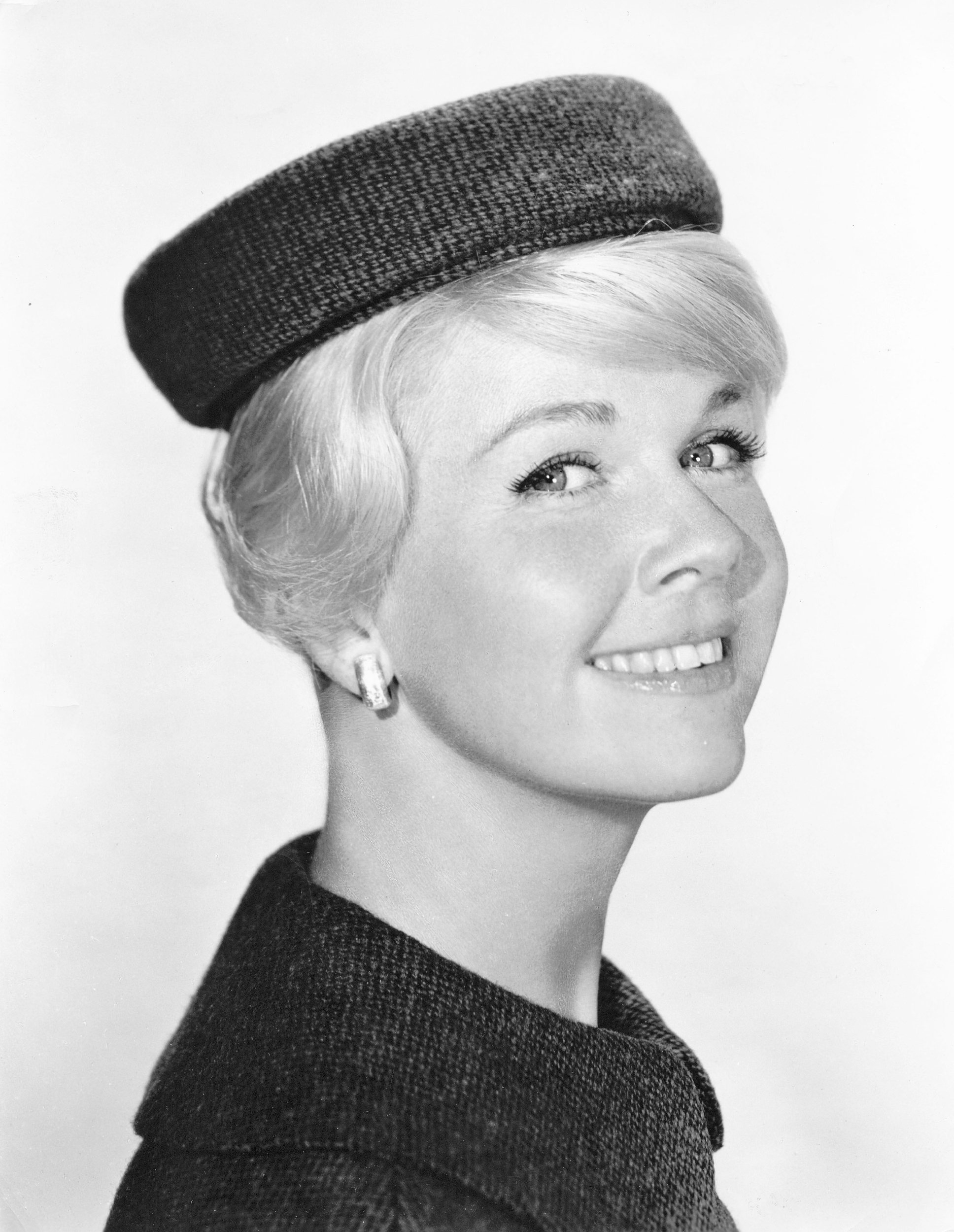
Herečka Doris Dayová v klobouku toka

Toka je dámský klobouk, který je ručně tvarovaný a je bez krempy (není okolo něj střecha). Bývá vyroben nejčastěji z plsti nebo z kožešiny, letní toky jsou také ze sisalu. Výraz toka též označuje úzký baret nebo čapku ozdobenou pery. Vyvinula se z lodičky římských vojáků v Panonii, zvané pilleus pannonicus. Součástí evropské vysoké módy je od 16. století, název pochází z bretonského slova tok, označujícího obecně klobouk. Vysoká bílá toka, nošená z hygienických důvodů, je symbolem kuchařů. Typ toky zvaný anglicky pillbox hat, protože tvarem kotouče připomíná dózu na léky, byl na vrcholu módy v první polovině šedesátých let, kdy jeho nošení propagovala Jacqueline Kennedyová Onassisová.